# Mantidactylus opiparis
A Mantidactylus opiparis  a kétéltűek (Amphibia) osztályába és  a békák (Anura) rendjébe, az aranybékafélék (Mantellidae) családjába tartozó faj. 

## Előfordulása
Madagaszkár endemikus faja. A sziget keleti-középső részén, 600–1500 m-es tengerszint feletti magasságban honos. 

## Megjelenése
Kis méretű Mantidactylus faj. A hímek mérete 24–26 mm, a nőstényeké 27–33 mm. Ötödik ujja hosszabb a harmadiknál. A hímek combmirigye gyakran kicsi és nem nagyon észrevehető. Torka gyakran sötét árnyalatú, világos középvonallal. Hátán többnyire rombusz-alakú mintázat látható.

## Természetvédelmi helyzete
A vörös lista a nem fenyegetett fajok között tartja nyilván. Elterjedési területe nagy, populációja nagy méretű. Bár számos védett területen is előfordul (Ambohitantely Rezervátum, Marojejy Nemzeti Park, Ranomafana Nemzeti Park, Tsaratanana Rezervátum), erdei élőhelyére fenyegetést jelent a mezőgazdaság, a fakitermelés, a szénégetés, az invazív eukaliptuszfajok terjedése, a legeltetés és a lakott területek növekedése.